# Марк (Па-де-Кале)
Марк (фр. Marck) — коммуна во Франции, регион О-де-Франс, департамент Па-де-Кале, округ Кале, центр одноименного кантона. Расположена в 6 км к востоку от Кале и в 4 км от места пересечения автомагистралей А26 "Англия" и А16 "Европейская". На территории коммуны расположен аэропорт Кале-Дюнкерк.
Население (2018) — 10 649 человек.

## Достопримечательности
- Церковь Святого Мартина 1964 года

## Экономика
Структура занятости населения:
- сельское хозяйство - 1,4 %
- промышленность - 8,8 %
- строительство - 7,5 %
- торговля, транспорт и сфера услуг - 45,9 %
- государственные и муниципальные службы - 36,4 %

Уровень безработицы (2017) — 14,6 % (Франция в целом — 13,4 %, департамент Па-де-Кале — 17,2 %). 

Среднегодовой доход на 1 человека, евро (2017) — 20 970 (Франция в целом — 21 110, департамент Па-де-Кале — 18 610).

## Демография
Динамика численности населения, чел.

## Администрация
Пост мэра Марка с 2014 года занимает Корин Ноэль (Corinne Noël). На муниципальных выборах 2020 года возглавляемый им правый список одержал победу в 1-м туре, получив 73,84 % голосов.
| Период | Период | Фамилия         | Партия                                  | Примечания                            |
| ------ | ------ | --------------- | --------------------------------------- | ------------------------------------- |
| 1971   | 1977   | Леон Деплас     |                                         |                                       |
| 1971   | 1989   | Люсьен Дево     |                                         | строительный подрядчик                |
| 1989   | 1989   | Жан-Клод Аньере |                                         |                                       |
| 1989   | 1995   | Жак Эвно        |                                         |                                       |
| 1995   | 2014   | Серж Перон      | Социалистическая партия                 | член Генерального совета департамента |
| 2014   | 2017   | Пьер-Анри Дюмон | Союз за народное движение Республиканцы | депутат Национального собрания        |
| 2017   |        | Корин Ноэль     |                                         | учитель                               |

## Города-побратимы
- Хайбах, Германия